# Saïd Omar Oili
Saïd Omar Oili, né le 20 juin 1957 à Dzaoudzi (Mayotte), est un homme politique français.
Il est maire de Dzaoudzi depuis 2014 et président de la communauté de communes de Petite-Terre depuis 2017. Il préside le conseil général de l'île de 2004 à 2008.
Membre du parti Nouvel Élan pour Mayotte qu'il a fondé, il est sénateur de Mayotte depuis les élections sénatoriales de 2023, siégeant au sein du groupe centriste Rassemblement des démocrates, progressistes et indépendants jusqu'en janvier 2025 puis en tant qu'apparenté au groupe socialiste, écologiste et républicain,.

## Biographie

### Formation et études
Saïd Omar Oili effectue son service militaire en 1981.
Il est titulaire d'un DESS en droit de la construction, de l'urbanisme et de l'aménagement du territoire, obtenu en 1987 à l'université de Poitiers.

### Carrière professionnelle
Après obtention de son DESS, il participe aux réservations foncières pour la création du Futuroscope de Poitiers à la direction départementale des territoires de la Vienne.
À la fin des années 1980, il prend part à l'adaptation du code de l'urbanisme à Mayotte.
Il travaille ensuite à la direction départementale de l'équipement de Mayotte (devenue la direction de l’environnement, de l’aménagement et du logement en 2009), où il s’occupe de l’urbanisme règlementaire (cartes communales, plans d’occupation des sols et modèles de permis de construire), avant de prendre la tête de son bureau des affaires juridiques et contentieuses jusqu’en 1996.
Entre 1996 et 2001, il est successivement chef de projet de la convention locale de développement social et urbain de Sada, chef de projet et directeur du contrat de ville de Mamoudzou puis directeur du groupement d'intérêt public Mamoudzou-Koungou.
En 2001, en tant que chargé de mission de l’Union européenne à la préfecture de Mayotte, il participe à la rédaction du DOCUP (document unique de programmation), qui établit un cadrage stratégique de l’action des fonds européens dans l'île.
Par la suite, il se dirige vers l'enseignement. D'abord au Centre des études et formations supérieures (ancêtre du CUFR de Dembeni) où il y enseigne le droit de l’Urbanisme, de l’Aménagement, du Transport et des Déplacements. Par la suite, en 2012, il devient professeur au lycée de Petite-Terre.

### Carrière politique
Il est élu une première fois conseiller général du canton de Dzaoudzi en 2001 avec le soutien du Mouvement départementaliste mahorais (MDM), puis devient président du conseil général de Mayotte le 8 avril 2004 soutenu par la coalition « Force de rassemblement et d'alliance pour le progrès » (MDM et DVG). 
Sans étiquette, Saïd Omar Oili crée en 2007 le Nouvel Élan pour Mayotte (NEMA), dont il devient le président.
Réélu conseiller général dès le premier tour le 9 mars 2008, il cède la présidence du conseil général à Ahmed Attoumani Douchina (UMP) onze jours plus tard.
En mars 2014, il remporte les élections municipales à Dzaoudzi et devient maire de la commune. Le 4 mai 2014, il est élu président de l’Association des maires de Mayotte.
Il est réélu maire en 2020 et élu peu après à la présidence de la communauté de communes de Petite-Terre (CCPT).
Au terme de l'élection sénatoriale de 2023 à Mayotte, il est élu sénateur sous l'étiquette du NEMA.

## Distinction
Chevalier de la Légion d'honneur (2016)